# Aleksander Kazimierz Sapieha (zm. 1619)
Aleksander Kazimierz Sapieha herbu Lis (ur. 1587, zm. 30 listopada 1619) – podstoli litewski od 1618 roku, dworzanin pokojowy Jego Królewskiej Mości.